# 2009 au Cambodge
Cet article présente les faits marquants de l'année 2009 au Cambodge.

## Évènements
- Lundi 19 janvier 2009, Khmers rouges : L'ouverture du premier procès international d'un ancien responsable du Kampuchea démocratique, l'ex-tortionnaire Kang Kek Ieu (66 ans), alias « Douch », pour « meurtres, extermination, réduction en esclavage, emprisonnement, torture, viol, persécution pour motifs politiques et autres actes inhumains », est annoncée pour le 17 février. L'accusé — un ancien professeur de mathématiques — avait dirigé le centre de torture S-21 à Phnom Penh, où furent détenus et exécutés plus de 12 380 hommes, femmes et enfants. Près de deux millions de personnes ont trouvé la mort sous le régime des Khmers rouges, qui, au nom de l'idéologie maoïste, a fait régner la terreur, vidant les villes au profit des campagnes, exténuant la population par le travail forcé et éliminant systématiquement toute personne suspectée d'opposition[1].

- Mardi 3 février 2009 : Début des négociations à Bangkok en vue de régler les différends frontaliers avec la Thaïlande qui avaient dégénéré en échanges de tirs en octobre 2008 autour du temple de Preah Vihear. Quatre soldats avaient alors été tués. Ces négociations se déroulent dans le cadre d'une commission conjointe chargée de délimiter la frontière. La dernière rencontre en novembre à Siem Reap (Cambodge) s'était achevée sur des désaccords.

- Vendredi 13 février 2009, Khmers rouges : Le génocide commis par les Khmers rouges entre 1975 et 1979 fait son entrée officielle dans les programmes scolaires cambodgiens, trente ans  après la chute du régime de Pol Pot. Le ministère de l'Éducation présente le premier manuel d'histoire à destination des lycéens évoquant les « trois ans, huit mois et vingt jours » au cours desquels périrent 1,7 million de Cambodgiens. L'ouvrage a été conçu en collaboration avec l'ONG DC-Cam (Centre de documentation sur le Cambodge).

- Mardi 17 février 2009, Khmers rouges : Début du procès de hauts responsables Khmers rouges. Parmi eux, Kang Kek Ieu (66 ans), alias « Douch » maillon clé de l'appareil sécuritaire, Khieu Samphân (77 ans), l'intellectuel, Nuon Chea (82 ans), alias « frère numéro deux » l'idéologue, Ieng Sary, « frère numéro trois » ministre des Affaires étrangères, Ieng Thirith, ministre des Affaires sociales[2].

- Lundi 30 mars 2009, Khmers rouges : Ouverture des débats de fond du procès international contre un des responsables de la dictature communiste de Pol Pot, ex-tortionnaire en chef présumé du régime cambodgien des Khmers rouges (1975-1979). L'accusé, Kang Kek Ieu (66 ans), plus connu sous le nom de « Douch », dirigeait la prison de Tuol Sleng (S-21) où plus de 15 000 personnes ont été torturées et exécutées dans des « Killing Fields » voisins, aboutissement de vastes purges organisées par la garde rapprochée de Pol Pot. Ex-professeur de mathématiques converti au christianisme en 1996, trois ans avant son arrestation, il est poursuivi pour crimes de guerre, crimes contre l'humanité, torture et meurtre avec préméditation.

- Mardi 31 mars 2009, Khmers rouges : « Douch » a admis sa responsabilité dans des crimes et a demandé pardon aux victimes de la dictature communiste de Pol Pot : « Je voudrais exprimer mon regret et mon chagrin sincère pour les pertes et tous les crimes  » commis sous les Khmers rouges il y a plus de trois décennies.

- Vendredi 3 avril 2009 : De nouveaux échanges de tirs se sont produits, dans la zone autour du temple de Preah Vihear, disputée entre le Cambodge et la Thaïlande. Un soldat thaïlandais a été tué et sept autres blessés lors des échanges de tirs.

- Jeudi 9 avril 2009, Khmers rouges : Témoignage de l'ethnologue français, François Bizot (69 ans), au procès de l'ex-tortionnaire des Khmers rouges « Douch », estimant qu'il n'y avait « pas de pardon possible » mais qu'il ne fallait pas faire de l'accusé « un monstre ». Racontant sa captivité pendant trois mois en 1971 au camp M-13, dans la jungle, dirigé par « Douch », il l'a qualifié de « révolutionnaire communiste » qui accomplissait « une mission ». Il a témoigné de « l'ambiance effrayante de peur et de mort » qui régnait dans ce camp et qui « était incarnée par Douch » : « La terreur régnait partout […] Quand Douch revenait de ses réunions avec ses supérieurs, il était impossible de ne pas remarquer son accablement. Il faut comprendre qu'il s'agissait toujours de décider du moment des exécutions […] Si on en fait un monstre dans lequel on ne peut pas se reconnaître, si on fait une ségrégation entre lui et nous, alors on ne peut pas prendre toute la mesure de l'horreur de son action. Il faut reconnaître son humanité, alors on en a une mesure effrayante [… Il ne se rappelle pas que] Douch ait exprimé de remords particulier, mais plutôt une grande gêne, quand il m'a avoué battre des prisonniers […] Il considérait que c'était un travail qu'il faisait en se forçant, que c'était son devoir. Il m'a dit que ce travail, il le faisait sans plaisir, par obligation, parce que, sinon, les prisonniers ne diraient pas la vérité par eux-mêmes […] Le régime des Khmers rouges était un régime de terreur et il était très difficile à ceux qui y exerçaient une fonction de faire marche arrière »[3].

- Mercredi 27 mai 2009, Khmers rouges : Un membre du tribunal chargé de juger d'ex-responsables Khmers rouges, le juge d'instruction français Marcel Lemonde, averti qu'il partirait s'il percevait des ingérences dans son travail. Le procès actuel de Kaing Guek Eav, alias « Douch », ancien chef de la principale prison du régime ultra-communiste de Pol Pot (1975-1979), est au centre de multiples controverses à la suite d'accusations d'ingérence du gouvernement cambodgien et d'affirmations selon lesquelles des employés cambodgiens auraient été forcés de verser des pots-de-vin pour leur emploi[4].

- Mardi 23 juin 2009, Khmers rouges : Le procureur international canadien, Robert Petit, annonce sa démission qu'il affirme liée à des « raisons personnelles et familiales ». En fait, il aurait eu des différends avec la procureur cambodgienne, Chea Leang, qui s'est opposée sur l'ordre du gouvernement cambodgien de ne pas engager de poursuites contre d'autres suspects  du mouvement des Khmers rouges que les cinq actuellement détenus[5].